# Marco Chiudinelli
Marco Chiudinelli (Bazel, 10 september 1981) is een Zwitsers tennisspeler. Hij heeft één ATP-toernooi gewonnen in het dubbelspel. Hij nam al deel aan verschillende Grand Slams. Hij heeft twee challengers in het enkelspel en twee challengers in het dubbelspel op zijn naam staan.

## Palmares

### Palmares enkelspel
| Nr.                  | Datum            | Toernooi | Ondergrond    | Tegenstander in finale | Score       |
| -------------------- | ---------------- | -------- | ------------- | ---------------------- | ----------- |
| Gewonnen challengers |                  |          |               |                        |             |
| 1.                   | 6 september 2004 | Donetsk  | Hardcourt     | Saša Tuksar            | 6-3, 6-2    |
| 2.                   | 27 april 2009    | Tenerife | Hardcourt     | Paolo Lorenzi          | 6-3, 6-4    |
| 3.                   | 21 februari 2016 | Wrocław  | Hardcourt (i) | Jan Hernych            | 6-3, 7-6(9) |

### Palmares dubbelspel
| Nr.                              | Datum             | Toernooi   | Ondergrond    | Partner              | Tegenstanders in finale               | Score             | Details |
| -------------------------------- | ----------------- | ---------- | ------------- | -------------------- | ------------------------------------- | ----------------- | ------- |
| Gewonnen finales herendubbel     |                   |            |               |                      |                                       |                   |         |
| 1.                               | 26 juli 2009      | ATP Gstaad | Gravel        | Michael Lammer       | Jaroslav Levinský Jürgen Melzer       | 7-5, 6-3          | Details |
| Verloren finales herendubbel     |                   |            |               |                      |                                       |                   |         |
| 1.                               | 10 juli 2006      | ATP Gstaad | Gravel        | Jean-Claude Scherrer | Jiří Novák Andrei Pavel               | 3-6, 1-6          | Details |
| 2.                               | 8 juni 2009       | ATP Halle  | Gras          | Andreas Beck         | Christopher Kas Philipp Kohlschreiber | 3-6, 4-6          | Details |
| 3.                               | 9 juni 2014       | ATP Halle  | Gras          | Roger Federer        | Andre Begemann Julian Knowle          | 6-1, 5-7, [10-12] | Details |
| Gewonnen challengers herendubbel |                   |            |               |                      |                                       |                   |         |
| 1.                               | 30 september 2002 | Buchara    | Hardcourt     | Yves Allegro         | Janko Tipsarević Jan Weinzierl        | 6-3, 6-4          |         |
| 2.                               | 21 juli 2014      | Astana     | Hardcourt     | Sergej Boebka        | Ti Chen Liang-Chi Huang               | 6-3, 6-4          |         |
| 3.                               | 29 november 2015  | Andria     | Hardcourt (i) | Frank Moser          | Dustin Brown Carsten Ball             | 7-6(5), 7-5       |         |

## Prestatietabellen
| Legenda | Legenda                          |
| ------- | -------------------------------- |
| g.t.    | geen toernooi gehouden           |
| l.c.    | lagere categorie                 |
| –       | niet deelgenomen                 |
| G       | uitgeschakeld in de groepsfase   |
| 1R      | uitgeschakeld in de eerste ronde |
| 2R      | uitgeschakeld in de tweede ronde |
| 3R      | uitgeschakeld in de derde ronde  |
| 4R      | uitgeschakeld in de vierde ronde |
| KF      | uitgeschakeld in de kwartfinale  |
| HF      | uitgeschakeld in de halve finale |
| F       | de finale verloren               |
| W       | het toernooi gewonnen            |
| w-v     | winst/verlies-balans             |

### Prestatietabel enkelspel
| Grandslamtoernooien   |               |               |                 |                 |                 |        |
| Australian Open       | –             | 1R            | –               | 2R              | –               | 1-2    |
| Roland Garros         | –             | –             | –               | 2R              | –               | 1-1    |
| Wimbledon             | –             | –             | –               | 1R              | –               | 0-1    |
| US Open               | 3R            | –             | 3R              | 2R              | 1R              | 5-4    |
| Winst-verlies         | 2-1           | 0–1           | 2-1             | 3-4             | 0-1             | 7-8    |
| ATP World Tour Finals |               |               |                 |                 |                 |        |
| ATP World Tour Finals | –             | –             | –               | –               | –               | 0-0    |
| ATP Masters 1000      |               |               |                 |                 |                 |        |
| Indian Wells          | –             | –             | –               | 1R              | –               | 0-1    |
| Miami                 | –             | –             | –               | 1R              | –               | 0-1    |
| Monte Carlo           | –             | –             | –               | 1R              | –               | 0–1    |
| Hamburg               | –             | –             | lager categorie | lager categorie | lager categorie | 0–0    |
| Madrid                | –             | –             | –               | 1R              | –               | 0-1    |
| Rome                  | –             | –             | –               | –               | –               | 0-0    |
| Montreal/Toronto      | –             | –             | –               | –               | –               | 0–0    |
| Cincinnati            | –             | –             | –               | –               | –               | 0-0    |
| Shanghai              | g. M. 1000    | g. M. 1000    | 1R              | –               | –               | 0–1    |
| Parijs                | –             | –             | 1R              | –               | –               | 0-1    |
| Olympische Spelen     |               |               |                 |                 |                 |        |
| Olympische Spelen     | geen toernooi | geen toernooi | geen toernooi   | geen toernooi   | geen toernooi   | 0-0    |
| Statistieken          |               |               |                 |                 |                 |        |
| Totaal aantal titels  | 0             | 0             | 0               | 0               | 0               | 0      |
| Totaal winst-verlies  | 5-5           | 3-3           | 10-13           | 14-29           | 0-4             | 46-85  |
| Eindejaarsranking     | 154           | 479           | 56              | 117             | 216             | n.v.t. |

### Prestatietabel dubbelspel
| Grandslamtoernooien   |               |               |               |        |
| Australian Open       | –             | –             | 1R            | 0-1    |
| Roland Garros         | –             | 1R            | 1R            | 0-2    |
| Wimbledon             | 1R            | –             | 1R            | 0–2    |
| US Open               | –             | –             | 2R            | 1-1    |
| Winst-verlies         | 0–1           | 0–1           | 1–4           | 1-6    |
| ATP World Tour Finals |               |               |               |        |
| ATP World Tour Finals | –             | –             | –             | 0-0    |
| ATP Masters 1000      |               |               |               |        |
| Indian Wells          | –             | –             | –             | 0-0    |
| Miami                 | –             | –             | –             | 0-0    |
| Monte Carlo           | –             | –             | –             | 0–0    |
| Hamburg               | –             | l.c.          | l.c.          | 0–0    |
| Madrid                | –             | –             | 2R            | 1-1    |
| Rome                  | –             | –             | –             | 0-0    |
| Montreal/Toronto      | –             | –             | –             | 0–10   |
| Cincinnati            | –             | –             | –             | 0-0    |
| Shanghai              | g.M.          | –             | –             | 0–0    |
| Parijs                | –             | –             | –             | 0-0    |
| Olympische Spelen     |               |               |               |        |
| Olympische Spelen     | geen toernooi | geen toernooi | geen toernooi | 0-0    |
| Statistieken          |               |               |               |        |
| Totaal aantal titels  | 0             | 1             | 0             | 1      |
| Totaal winst-verlies  | 2-3           | 6-6           | 6-15          | 24-44  |
| Eindejaarsranking     | 173           | 149           | 203           | n.v.t. |